# Slaveri i Palestina

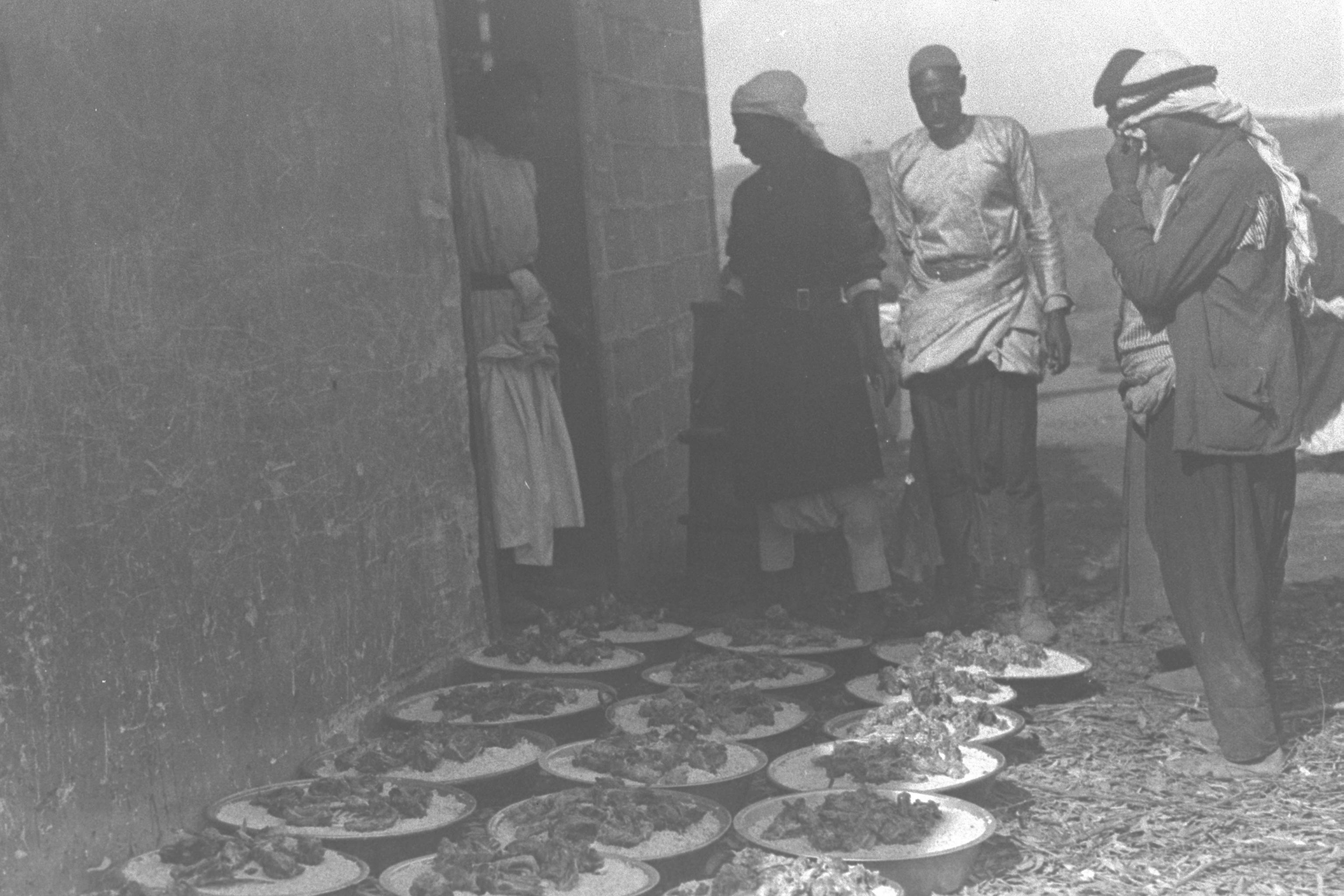
Mat till ett bröllop i Negev.

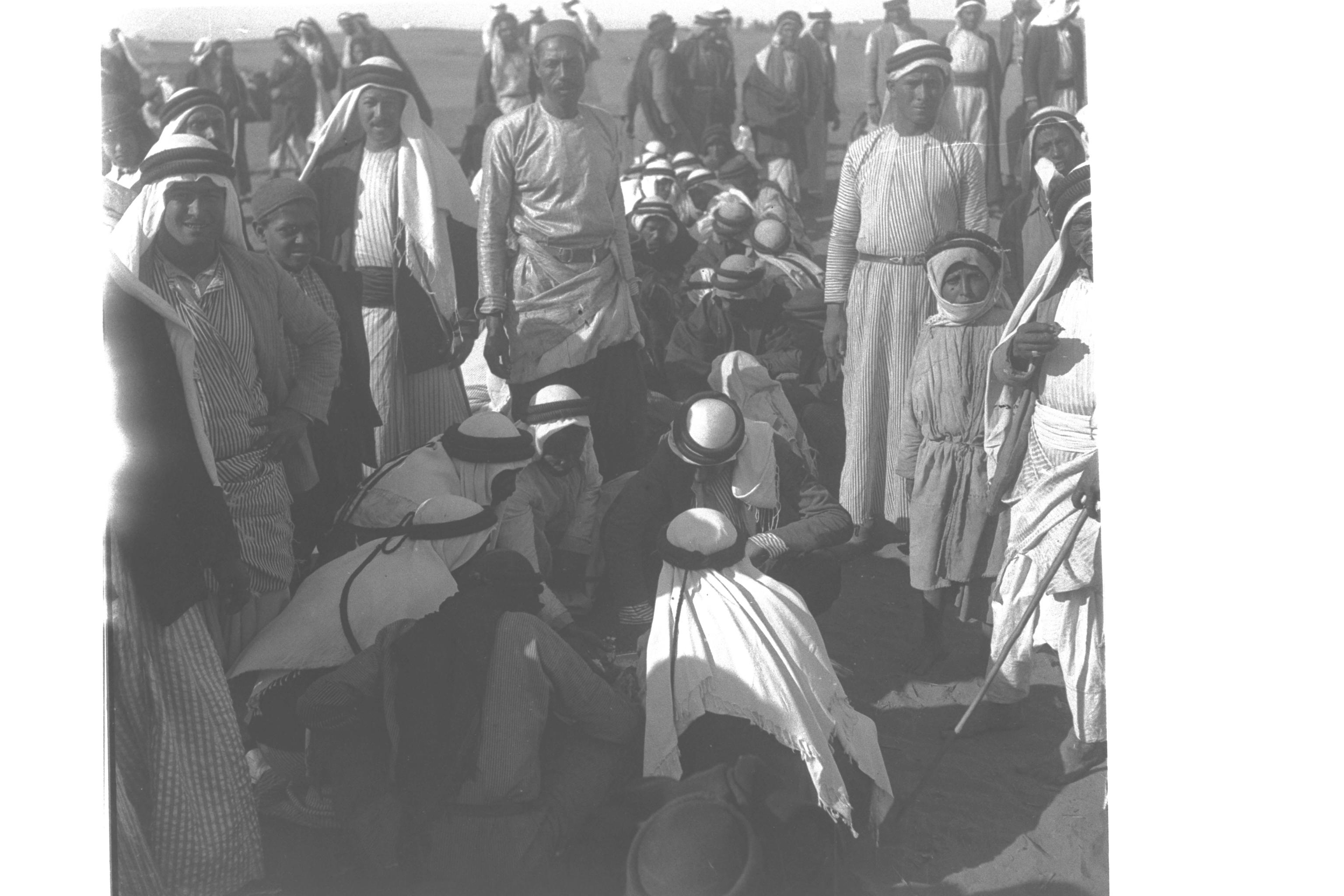
Manliga familjemedlemmar äter rester av maten.

Slaveri förekom öppet i regionen Palestina till in på 1900-talet. Slavimporten började ebba ut efter 1870-talet, och det öppna slaveriet hade krympt till ett marginellt fenomen i början av 1900-talet, men före detta slavar och deras barn behandlades i praktiken fortsatt som slavar ännu under 1930-talet. Många afropalestinier härstammar från de slavar som transporterades till området under slavtiden. 

## Historik
Området som utgör det senare Palestina-Israel låg 1516-1917 under Osmanska riket. 

### Slavhandel
Området låg nära Slavhandeln på Röda havet och fick många slavar därifrån via Jordanien, samt från transsahariska slavhandeln över medelhavet från Libyen. 
Osmanska riket införde under 1800-talet (1830-1909) gradvis lagar som först begränsade och till slut avskaffade slavhandeln och slaveriet, men dessa lagar tillämpades med myndigheternas goda minne slappt ute i provinserna, särskilt den arabiska halvön. 
Den sista officiella slavtransporten anlände till Osmanska Palestina 1876 (15 kvinnor som anlände till Haifa), och i folkräkningen 1905 hade antalet slavar, åtminstone de som listades som sådana offentligt, krympt till ett marginellt fenomen.

### Slavmarknaden
Kvinnliga slavar användes som tjänare i hushållen och som konkubiner (sexslavar), och manliga slavar användes som grovarbetare, livvakter, tjänare och uppassare.  Slavar föredrogs normalt som arbetare i privata hushåll, då de var helt beroende av sina arbetsgivare.
Sexuellt slaveri var länge ett starkt fokus för slavhandeln till Arabvärlden.
Kvinnliga slavar var vanligare än manliga, och behandlades snarlikt och enligt samma regler och seder i hela Arabvärlden. De kvinnor som hamnade som konkubiner i en rik urban mans harem kunde, om de födde en son åt sin ägare, uppnå status som Umm Walad och därmed bli fria vid sin ägares död; de kvinnor som såldes till beduiner levde på samma sätt som de övriga kvinnorna i en beduins familj.  
De kvinnor som såldes som tjänsteflickor till fattigare muslimer levde under sämre villkor, då de inte bara fick arbeta hårt och samtidigt utsattes sexuellt, utan dessutom ibland prostituterades av sina ägare; reproduktionen och livslängden för en slav var låg, då spädbarnsdödligheten hos slavar var hög, och kvinnliga slavar utnyttjades sexuellt redan som barn och sällan uppnådde fyrtioårsåldern. 
Fredrika Bremer, som besökte Jerusalem i Osmanska Palestina 1859, noterade slaveriet under sitt besök: 
"Slafvinnorna och deras barn kommo, som vanligt, in och ställde sig att Af dessa slafvinnor voro några alldeles svarta och hade ett rått uttryck, andra åter voro bronz-bruna och hade de fina drag och det själfulla ansigtsspel, som utmärka Abyssiniens folk. En af dessa qvinnor, som sades vara en ’"trotjenarinna" och mycket afhållen inom detta harem, hade ett utmärkt godt och förståndigt ansigte. Öfverhufvud berömmer man Abyssinierna som de bästa af tjenare, förståndiga, goda och trogna. Desto mera är det att beklaga, att detta lilla afrikanska folk, som bibehållit sin christendom midt ibland muhamedancrna, skall af nöden i deras land nödgas utvandra, och att många tjena som slafvar."
Hon fick intrycket att slavarna i Palestina behandlades bättre än i USA, men noterade också:
£n ung slafvinna i ett förnämt arabiskt hus midt emot konsul Rosens, visade sig stundom på dess tak med tårar och åtbörder, som tycktes påkalla hans medlidande. En dag då han visade tecken till uppmärksamhet bönföll hon honom gråtande att köpa henne, så att hon måtte komma ur detta lius, ty hmncs "Sitti (Fru) slog henne så hårdt och ständigt!" 
Samtliga slavar från 1905 års folkräkning härstammade från Afrika, främst Etiopien (Abyssinien) och Sudan. Det tycks som om barnen till de före detta slavarna eller slavarna normalt fortsatte arbeta som tjänare hos sina föräldrars före detta ägare.

### Avskaffande
Palestina blev Brittiska Palestinamandatet 1917. Britterna bedrev en abolitionistisk politik i sina kolonier för att det ingick i kolonialpolitiken att mjuka upp kolonialismens realitet med humanistisk policy, och för att britterna var medlemmar i Nationernas förbund, som krävde av sina medlemmar att de rapporterade om slaveriet i sina kolonier och, efter antagandet av 1926 Slavery Convention - verkade för att avskaffa det.
Britterna rapporterade 1924 till Temporary Slavery Commission i NF att slaveri existerade i Transjordanien men inte i Palestina. De uppgav att Palestinas beduiner ägde afrikanska tjänare som kallades abid (slavar), och att adliga familjer ägde afrikanska hushållsslavinnor, men att dessa hade upphört att vara slavar, åtnjöt lika rättigheter och snarare borde betraktas som före detta slavar, och att slaveriet hade upphört eftersom nya inte längre kunde importeras. 
När NF antog 1926 Slavery Convention, rapporterade britterna att slaveriet i Palestina och Transjordanien inte existerade i enlighet med någon lag och att det därför var onödigt att avskaffa den.
1931 framlade polisen i samarbete med welfare inspector Margaret Nixon på uppmaning av regeringen en rapport om de så kallade flicktjänarna. Det framkom att döttrar till före detta abid-slavar i beduinstammarna i Jordandalen fram till 1917 brukade sälja sina barn som slavar, men efter kriget kallades det hela istället för att "hyra" slavflickor på en period av sju eller 25 år, och det beräknades att det 1931 fanns 150 sådana slavflickor bland rika familjer i Nablus och ytterligare 150 i resten av Palestina. 
En undersökning framhöll att abid-beduinerna i själva verket var slavar i allt utom namnet, då de inte ägde någonting, utgjorde en grupp som endast fick gifta sig inom gruppen, inte kunde lämna stammen och sin tjänande ställning till sina forna ägare inom stammen, och deras barn i vilket fall skulle få betjäna beduinerna utan lön även om de inte såldes till rika palestinier. 
Britterna införde 1933 Employment of Girls Ordinance som gjorde alla slavkontrakt på mer än ett år lagligt ogiltiga och föredrog efter detta att inte lägga sig i saken vidare.
I praktiken förekom dock slaveri med klientsystemet som täckmantel även efter detta, och en rapport till NF:s Advisory Committee of Experts on Slavery omtalar slaveri bland beduinska schejker i Palestina och i Jordanien 1934.

### Nutid
Termen "Abeed" (slav) användes ännu under 2000-talet som en nedsättande rasistisk benämning för att beskriva palestinier av afrikanskt ursprung. Afro-palestinier diskrimineras kring vem de kan gifta sig med och på arbetsmarknaden, och bostadskvarter med huvudsakligen afro-palestinsk befolkning beskrivs med termen "Abeed": ett exempel är distriktet Al-Jalla i staden Gaza, som kallas Harat Al-Abeed; vilket betyder "slavkvarteret", liksom ett kvarter i Jeriko, som kallas "Duyuks slavar".
2024 framkom att en ung jazidisk kvinna, som hade tagit som slav av ISIL i Irak 2014, hade återfunnits i Gaza och fått hjälp att återförenas med sin familj i Irak.